# Hephathus freyi
Hephathus freyi är en insektsart som beskrevs av Franz Xaver Fieber 1868. Hephathus freyi ingår i släktet Hephathus och familjen dvärgstritar. Inga underarter finns listade i Catalogue of Life.